# Avril 1883

## Événements
- 7 avril : incendie à Vallorbe en Suisse ; 98 maisons sont détruites.
- 10 avril, États-Unis : interdiction de certaines danses rituelles dans les réserves indiennes par le gouvernement fédéral.
- 16 avril : Paul Kruger devient le président de la république du Transvaal en Afrique du Sud. Il rejette le projet britannique d’une confédération regroupant en une Union sud-africaine la colonie du Cap, le Natal, le Transvaal et l’Orange.

## Naissances
- 1er avril :
  - Karl Arnold, dessinateur, caricaturiste et peintre allemand († 29 novembre 1953).
  - Fernand Fleuret, écrivain.
  - Albert-Édouard Janssen, homme politique, banquier et professeur belge († 29 mars 1966).
- 18 avril : Isabel Meighen (en), femme de Arthur Meighen.

## Décès
- 7 avril : Lucien Létinois, célèbre pour sa relation avec Paul Verlaine (° 1860).
- 18 avril : Édouard Roche, astronome français (° 1820).
- 20 avril : Wilhelm Peters, zoologiste et un explorateur allemand (° 1815).
- 30 avril : Édouard Manet, peintre français (° 1832).